# Parábola de las aves y los lirios
La parábola de las aves y los lirios es una de las parábolas de Jesús encontrada en los Evangelios sinópticos de  Mateo 6:19-34 y Lucas 12:22-34. Este pasaje también es conocido como el de La confianza en la providencia paternal de Dios. En estos versículos hay un concepto claro de la enseñanza sapiencial de  Jesús. 

## Texto bíblico
- Según el Evangelio de Mateo (6; 19-34)

No amontonéis tesoros en la tierra, donde la polilla y la herrumbre los corroen y donde los ladrones socavan y los roban. Amontonad en cambio tesoros en el cielo, donde ni la polilla ni la herrumbre corroen, y donde los ladrones no socavan ni roban. Porque donde está tu tesoro allí estará tu corazón. La lámpara del cuerpo es el ojo. Por eso, si tu ojo es sencillo, todo tu cuerpo estará iluminado. Pero si tu ojo es malicioso, todo tu cuerpo estará en tinieblas. Y si la luz que hay en ti es tinieblas, ¡qué grande será la oscuridad!. Nadie puede servir a dos señores, porque o tendrá odio a uno y amor al otro, o prestará su adhesión al primero y menospreciará al segundo: no podéis servir a Dios y a las riquezas. Por eso os digo: no estéis preocupados por vuestra vida: qué vais a comer; o por vuestro cuerpo: con qué os vais a vestir. ¿Es que no vale más la vida que el alimento, y el cuerpo más que el vestido? Mirad las aves del cielo: no siembran, ni siegan, ni almacenan en graneros, y vuestro Padre celestial las alimenta. ¿Es que no valéis vosotros mucho más que ellas? ¿Quién de vosotros, por mucho que cavile, puede añadir un solo codo a su estatura? Y sobre el vestir, ¿por qué os preocupáis? Fijaos en los lirios del campo, cómo crecen; no se fatigan ni hilan, y yo os digo que ni Salomón en toda su gloria pudo vestirse como uno de ellos. Y si a la hierba del campo, que hoy es y mañana se echa al horno, Dios la viste así, ¿cuánto más a vosotros, hombres de poca fe? Así pues, no andéis preocupados diciendo: ¿qué vamos a comer, qué vamos a beber, con qué nos vamos a vestir? Por todas esas cosas se afanan los paganos. Bien sabe vuestro Padre celestial que de todo eso estáis necesitados. Buscad primero el Reino de Dios y su justicia, y todas estas cosas se os añadirán. Por tanto, no os preocupéis por el mañana, porque el mañana traerá su propia preocupación. A cada día le basta su contrariedad.

- Según el Evangelio de Lucas (12;   22-34)

Les dijo a sus discípulos: —Por eso os digo: no estéis preocupados por vuestra vida: qué vais a comer; o por vuestro cuerpo: con qué os vais a vestir. Porque la vida vale más que el alimento, y el cuerpo más que el vestido. Fijaos en los cuervos: no siembran ni siegan; no tienen despensa ni granero, pero Dios los alimenta. ¡Cuánto más valéis vosotros que los pájaros! ¿Quién de vosotros por mucho que cavile puede añadir un codo a su estatura? Si no podéis ni lo más pequeño, ¿por qué os preocupáis por las demás cosas? Contemplad los lirios, cómo crecen; no se fatigan ni hilan, y yo os digo que ni Salomón en toda su gloria pudo vestirse como uno de ellos. Y si a la hierba del campo, que hoy es y mañana se echa al horno, Dios la viste así, ¡cuánto más a vosotros, hombres de poca fe! Así, vosotros no andéis buscando qué comer o qué beber, y no estéis inquietos. Por todas esas cosas se afanan las gentes del mundo. Bien sabe vuestro Padre que estáis necesitados de ellas. Buscad más bien su Reino, y esas cosas se os añadirán. No temáis, pequeño rebaño, porque vuestro Padre ha tenido a bien daros el Reino. Vended vuestros bienes y dad limosna. Haceos bolsas que no envejecen, un tesoro que no se agota en el cielo, donde el ladrón no llega ni la polilla corroe. Porque donde está vuestro tesoro, allí estará vuestro corazón.

## Interpretación de la Iglesia católica
Jesús, que conoce los deseos del corazón del hombre, expone que anhela tesoros cuya posesión le proporcione felicidad y seguridad. Si estos tesoros están compuestos por bienes de la tierra de dinero, de riqueza, ellos mismos se convierten en fuente de preocupaciones porque están expuestos a perderse  o poruqe su custodia lleva consigo disgustos y sinsabores. Por el contrario, expone Jesús de que el verdadero tesoro son las buenas obras y una conducta recta porque estas cosas serán premiadas con porDios con la gloria eterna en el cielo. No quiere  decir Jesús que los hombres tengan que despreocuparse de los bienes terrenos sino que las cosas creadas son medios y no el fin último del hombre.
Con la imagen del ojo y la lámpara laexégesis cristiana ha querido ver la intencionalidad de lasacciones del hombre.  SantoTomás lo expresa de la siguiente manera: 

 Con el ojo se significa la intención. El que quiere haceruna cosa, primero la pretende:así, si tu intención es lúcida -sencilla, trasparente -, es decir, encaminada a Dios, todo tu cuerpo, o sea,todas tus acciones serán lúcidas, dirigidas sinceramente al bien.

El Reino de Dios aparece como la  vida de la gracia en el hombre, lo que lleva consigo un conjunto de obras y actitudes morales y espirituales lo que puede resumir el concepto de santidad. El papa Pablo VI comenta este pasaje de la siguiente manera:

¿Por qué la pobreza? Para dar a Dios, al Reino de Dios, el primer lugar en la escala de valores que son objeto de las aspiraciones humanas. Dice Jesús:' Buscad primero el Reino de Dios y su justicia'; y lo dice en comparación con todos los otros bienes temporales, incluso necesarios y legítimos, que normalmente empeñan los deseos humanos. Lapobreza de Cristo hace posible este desprendimiento afectivo de las cosas terrenas para poner por delante de las aspiraciones humanas la relación con Dios 

San Augustin dice que esta  parábola debe ser tomada al pie de la letra y no alegorizada. Su significado está claramente establecido:

...buscad [primero] el reino de Dios y su justicia, y todas estas cosas os serán añadidas.